# Gouvernorat de Jérusalem
Le gouvernorat de Jérusalem ou gouvernorat de Qods, gouvernorat de Quds, en arabe : محافظة القدس/Muḥāfaẓat al-Quds, est un l'un des seize gouvernorats de la Palestine. Il est situé dans la partie centrale de la Cisjordanie. Ce gouvernorat est divisé en deux sous-districts : Jérusalem J1, qui comprend les localités de la municipalité israélienne de Jérusalem (Jérusalem-Est), et Jérusalem J2, qui comprend les parties restantes du gouvernorat de Jérusalem.